# Transaero Airlines
OJSC Transaero Airlines (tiếng Nga: ОАО «АК« ТРАНСАЭРО, Открытое акционерное общество "Авиационная компания" ТРАНСАЭРО ") hoặc đơn giản là Transaero (tiếng Nga: Трансаэро) là một hãng hàng không có trụ sở chính đóng ở sân bay quốc tế Domodedovo, Domodedovsky, tỉnh Moskva, Nga. Hãng cung cấp dịch vụ bay thường lệ vận chuyển hành khách đến hơn 99 điểm đến trong nước và quốc tế cơ sở chính của hãng là sân bay quốc tế Domodedovo (DME), Moscow và sân bay Pulkovo, Saint Petersburg.
Transaero thỏa thuận chia mã với bmi và Austrian Airlines.

## Lịch sử
Transaero bắt đầu như là một hãng hàng không bay thuê chuyến với máy bay thuê của Aeroflot. Hãng được thành lập như là một công ty cổ phần vào ngày 28 tháng 12 năm 1990 và đã là hãng hàng không đầu thứ hai sau Aeroflot được phê duyệt cung cấp các dịch vụ hành khách hàng không bay thường lệ ở Liên Xô. Tuyến bay thường lệ đầu tiên của hãng là tuyến Moscow đến Tel Aviv vào ngày 05 tháng 11 năm 1991. Trong tháng 7 năm 1992, Transaero nhận máy bay riêng của mình Ilyushin Il-86. Hãng đã trở thành hãng hàng không thứ hai sau Aeroflot thực hiện chuyến bay dự thường lệ tại Nga khi hãng khai trương tuyến Moscow - Norilsk vào tháng 1 năm 1993, tiếp theo là Kiev, Sochi và Almaty trong cùng năm. Tuyến quốc tế theo lịch trình đầu tiên của hãng là đường bay từ Moscow đến Tel Aviv đã được khai trương vào tháng 11 năm 1993.
Trong tháng 4 năm 1993, Transaero bắt đầu sử dụng máy bay do phương tây sản xuất khi hãng nhận máy bay Boeing 737-200, tiếp theo là chiếc Boeing 757-200 đầu tiên trong tháng 4 năm 1994.
Transaero cũng là hãng hàng không Nga đầu tiên với một chương trình khách hàng thường xuyên, được thành lập vào năm 1995. Nó cũng là hãng hàng không Nga đầu tiên với một giấy chứng nhận FAA bảo dưỡng máy bay, được cấp trong năm 1997.